# Prestige (álbum)
Prestige o también conocido como Daddy Yankee Prestige es el sexto álbum de estudio del Cantante y Actor Boricua Daddy Yankee, producido por El Cartel Records y distribuido por Capitol Latin. Este álbum se consideraba la secuela de Mundial, pero al ser muy grande la acogida de sus 3 sencillos oficiales Ven conmigo junto a Prince Royce, Lovumba y Llegamos a la disco junto a varios artistas, se decidió lanzar un álbum de estudio como tal. Este álbum fue trabajado bajo la inspiración de Barrio fino, así Daddy Yankee logra volver a sus raíces luego de que lo criticaran mucho por lanzar sencillos y canciones con ritmos tropicales. El éxito más grande del álbum fue Limbo producida por Luny y MadMusick, coescrita junto a Eliezer Palacios quien para ese tiempo le componía a Maluma. Esta canción fue la primera de Daddy Yankee en superar los 100 millones de reproducciones en Youtube y actualmente cuenta con más de mil millones. Daddy Yankee considera el álbum como su mejor trabajo discográfico.
La producción discográfica debutó número uno en iTunes. Prestige llegó a vender en su primera semana en Estados Unidos 8.511 copias.
Se Posicionó número 1 en ventas de Amazon.
Obtuvo 43.000 Ventas digitales en Estados Unidos para noviembre de 2013. Fue Certificado con Disco de Oro por la RIAA por ventas de más de 30,000 Unidades Físicas en EE. UU..

## Antecedentes
Este álbum se comenzó a trabajar inmediatamente después del lanzamiento de Mundial, originalmente como una extensión o edición especial del álbum titulado Daddy Yankee Mundial: Prestige. La primera canción estrenada para este proyecto fue Pata Boom junto a Jory Boy, esta canción tuvo una gran aceptación por parte del público y presentó al mundo a un nuevo talento. Para más promoción se estrenaron las canciones Estrellita de madrugada junto a Omega El Fuerte (esta fue filtrada y no publicada de manera oficial por los intérpretes hasta 2022), La despedida (Official Remix) junto a Tony Dize y Miss Independent junto a Don Omar todas producidas por Musicólogo & Menes. Al ser tan grande la aceptación de los sencillos y al ver el potencial de los temas ya grabados, Daddy Yankee decidió hacer de este su sexto álbum de estudio.
El álbum se grabó en su totalidad en El Cartel Records y cuenta con toda la influencia de los nuevos artistas que salieron durante 2009 y 2012. Musicólogo & Menes le presentaron a Daddy Yankee hacer un disco en su mayoría de reguetón a lo que el artista accedió, además de incluir ritmos tropicales y de Hip Hop. El disco fue lanzado el 9 de septiembre de 2012, originalmente estaba pactado para el 28 de agosto del 2012 pero EMI Music quienes estaban encargados de distribuir el álbum. Los colores elegidos para el álbum fueron muy controversiales ya que se usaron colores muy raros para la época por la que pasaba la música, Carlos Pérez de Elastic People fue el encargado junto a Daddy Yankee de representar el álbum con colores vivos para demostrar el sabor tropical que representa el álbum, sin embargo la crítica le dio comentarios positivos. El álbum cuenta con 17 canciones en su edición estándar las que incluyen artistas y productores como Musicólogo & Menes, J Álvarez, Natalia Jiménez, Luny, MadMusick, Farruko, Randy, Prince Royce, De La Ghetto, Baby Rasta & Gringo, Kendo Kaponi, Arcángel, Ñengo Flow & Álex Kyza. El álbum antes de salir al mercado contó con 4 éxitos antes de su estreno, canciones como Ven conmigo, Llegamos a la disco, Lovumba y Pasarela, estas se peleaban por el número uno en las listas de Billboard, fue tanto el éxito de los primeros sencillos que la canción junto a Prince Royce logró estar nominada a los Premios Grammy Latinos del año 2011. Daddy Yankee le ofreció a las diferentes plataformas digitales canciones exclusivas, la que más resaltó fue El Party me llama junto a Nicky Jam, ya que ambos artistas estuvieron distanciados desde el 2004, además, de que Nicky Jam se estaba rehabilitando y recién retomando su carrera en Colombia. Para Walmart la canción escogida fue El Arsenal junto a Jory con quien grabó un sencillo promocional. Esta versión fue incluida de manera física en el CD. Para Best Buy Daddy Yankee incluyó 2 canciones, la primera fue Llevo tras de ti junto a Plan B, esta fue lanzada meses antes como un sencillo promocional y la última fue un sencillo promocional que no fue incluido en el álbum titulada BPM la que mezclaba ritmos tropicales con música electrónica, hecha específicamente para la plataforma Zumba. Finalmente para Itunes son 2 canciones digitales que incluyen a Lose Control junto a Emelee que es una canción completamente de Música Electrónica hecha específicamente para el mercado europeo producida por el DJ español Erik Vélez y la última de esta versión fue 6 de enero la cual retrata la historia de cuando Daddy Yankee recibe los disparos en la pierna que lo tuvieron al borde de la muerte en el año 1993. Sobre el título Daddy Yankee expresó que representa la carrera y trayectoria que había conseguido a lo largo de los años.

## Promoción

### Sencillos promocionales
Entre 2010 y 2012 Daddy Yankee lanzó más de 30 canciones en colaboración con diferentes artistas y en la mayoría le hace promoción a Prestige, según declaró en una entrevista con el Coyote The Show, no fue necesario trabajar el álbum rápido, ya que los sencillos en solitario eran sumamente rentables. Algunas canciones en las que menciona la producción son La despedida (Official Remix) junto a Tony Dize, Miss Independent junto a Don Omar, Estrellita de madrugada junto a Omega El Fuerte, Señorita con Reykon, Panamiur (Official Remix) con Arcángel, Pa romper la discoteka con Farruko y Yomo y muchas más.
- Pata Boom: es la primera colaboración de Daddy Yankee y Jory producida por Musicólogo & Menes, esta canción fue el primer sencillo promocional oficial lanzado por el artista, logró una gran aceptación y cuenta con un remix junto a Jowell & Randy, Alexis & Fido.
- Llevo tras de ti: fue lanzada oficialmente 3 semanas después de que la piratearan, originalmente iba a ser parte del tracklist oficial, pero tras esta filtración se quitó. La canción es en colaboración con el dúo Plan B y producida por Luny Tunes, Musicólogo & Menes. Esta canción cuenta con un remix junto a Arcángel que fue lanzado en el álbum de Pina Records La fórmula del mismo año.
- BPM: esta canción trae una mezcla de influencias entre los sonidos tropicales de Latinoamérica y la música europea como la electrónica y el EDM. Fue producida por Musicólogo & Menes, al igual que Bien cómodo y no logró tener la aceptación necesaria para hacerle vídeo.

### Medios de comunicación
Daddy Yankee junto a El Coyote The Show quien es el locutor radial más famoso y con más trayectoria dentro del reguetón lanzaron un especial de más de 2 horas hablando sobre el álbum, donde presentaron varias canciones, los productos nuevos y resolvieron varias dudas sobre los sencillos. Este especial fue transmitido en vivo por la emisora La Nueva 94 y la web de Daddy Yankee, posteriormente se lanzaron 11 partes del especial. En este especial salieron cosas curiosas como que De La Ghetto fue quien bautizó a Daddy Yankee como the big boss, además reveló que los sencillos funcionan mejor que un álbum, gracias a las plataformas digitales
También hizo una serie de entrevista cortas en medios como Terra, 100% Urbano con Charlie Valens, El Gordo y La Flaca de Univision, Radio Oxígeno de Colombia, De Extremo a Extremo y El Mismo Golpe con Jochy Santos, estas dos últimas en República Dominicana.

### Merchandising
Para promocionar el álbum Daddy Yankee aprovechó de hacer varios negocios con diferentes marcas, una de ellas fue la alianza junto a Section 8, con quienes lanzó una línea de audífonos estos hicieron su debut en el Consumer Electronics Show ubicado en Las Vegas y fueron distribuidos por Walmart, así, Daddy Yankee se une a The Notorious B.I.G., 2Pac, Def Leppard y varios artistas que tienen su línea junto a Section 8, los 3 modelos de audífonos usaron la temática y colores del álbum. 
También lanza su propio Tequila llamado El Cartel Tequila, fue hecho a base de Agave azul y contó con 3 diferentes sabores y la que más sobresalió fue la versión 24K la cual traía escamas de oro flotando dentro de la botella. Este tequila fue producido por maestros agaveros en Jalisco, México. Daddy Yankee junto a Azad Watched lanzaron un juego de relojes para la colección Leyendas del juego que incluían a figuras como Floyd Mayweather, Jr. y Run DMC, los relojes se caracterizan por sus diamantes y terminaciones de oro, oro rosado y platino. A finales de 2013 también incursionó en el mundo de los videojuegos con Trilogy, este fue solo para productos Apple y se trataba de que con el personaje de Daddy Yankee deberías pasar por diferentes misiones para salvar el mundo, cada premio que recibías lo podrías canjear con canciones o discos de Daddy Yankee.

### Sencillos
- Ven conmigo: fue lanzado el 12 de abril de 2011, es la primera colaboración entre Daddy Yankee y Prince Royce, quien no había explotado su carrera aún, fue producida por Musicólogo & Menes. La canción tiene un remix junto a Adrienne Bailon, Elijah King, Tony CJ. La canción fue nominada a los Premios Grammy Latinos del 2011, Premios Juventud del 2012 y ganó una categoría de los Premios Lo Nuestro.
- Llegamos a la disco: Musicologo en una entrevista con Maiky the backstage cuenta la historia de esta canción.

Esta canción estaba siendo trabajada en el estudio de El Cartel Records de la mano de Musicologo & Menes para el álbum de De La Ghetto. En aquel entonces todos los artistas del género querían grabar con Los De La Nazza (Musicologo & Menes) por lo cual siempre había más artistas en el estudio.
Ese día poco a poco se fueron juntando artistas y empezaron a aportar ideas al tema.
Daddy Yankee (Dueño de El cartel records y de Musicologo & Menes) decidió que debían grabar todos y así junta a De La Ghetto, Arcángel, Farruko, Ñengo Flow, Baby Rasta & Gringo, Kendo Kaponi y Álex Kyza. Farruko tuvo que grabar al día siguiente por problemas personales que tenía en aquel entonces con Baby Rasta & Gringo. El vídeo fue grabado por Carlos Martín en Puerto Rico. Actualmente la canción cuenta con más de 335 millones de reproducciones.
- Lovumba: esta canción fue lanzada el 4 de octubre del 2011, el título de la canción significa Love and Rumba. Fue una producción de Musicólogo & Menes que mezcla Soca, Mambo y Música Electrónica. Los productores lanzaron su primer mixtape titulado El Imperio Nazza y ahí se estrena el remix de Lovumba junto a Don Omar, esta versión fue producida por Alcover & Xtasy. La canción fue nominada a los Premios Grammy Latinos y a un sinnúmero de premios. Actualmente la canción cuenta con más de 140 millones de reproducciones.[32]
- Pasarela: Fue el último sencillo lanzado antes del lanzamiento de Prestige, fue producido al igual que los anteriores por Musicólogo & Menes, quienes, combinaron nuevamente ritmos tropicales con ritmos urbanos. La canción según lo expresado por el artista, está inspirada en las modelos anónimas que van por la calle todos los días. El vídeo fue grabado en Miami y fue dirigido por Carlos Pérez de Elastic People. Actualmente la canción cuenta con más de 93 millones de reproducciones.[33]
- Limbo: fue el primer sencillo lanzado luego del estreno del álbum y mantuvo la esencia tropical que venía dándole mucho éxito a Daddy Yankee, el tema fue producido por el veterano Luny y los nuevos productores de Mas Flow Music MadMusick conformado por los hermanos Giencarlos Rivera y Jonathan Rivera aka Yon & Yan. La canción fue una idea de Luny y el compositor Eliezer Palacios, estos le presentan el concepto a Daddy Yankee y este lo desarrolla. Hasta ese momento y sin contar la Gasolina fue su canción más exitosa, logrando las más altas posiciones en Billboard y Youtube, la canción logró rápidamente llegar a los 500 millones de reproducciones y superó el éxito de Don Omar Danza Kuduro. El vídeo musical fue grabado en el Centro Ceremonial Otomí en Temoaya, bajo la dirección de Jessy Terrero. El canal MTV lo estrenó el 28 de octubre de 2012. La modelo del vídeo, es la brasileña Natália Subtil quien en ese país y a lo largo del mundo era la cara de la plataforma Zumba. La remezcla oficial de "Limbo" cuenta con la colaboración del dúo Wisin & Yandel, que ya habían trabajado juntos hacía muy pocos meses para el remix de "Hipnotízame", tras su reconciliación. La canción fue anunciada oficialmente por Paco López (mánager de Wisin & Yandel). La remezcla no perdió la esencia de la canción original, aunque para un porcentaje de los seguidores de Daddy Yankee la canción no fue muy bien aceptada. Fue publicado el sábado 16 de enero de 2013, previamente fue estrenada en el programa El Coyote The Show. La canción obtuvo 13 nominaciones en diferentes premiaciones de los cuales ganó 4. Actualmente la canción cuenta con más de 1000 millones de reproducciones[34]
- El amante: Luego de Limbo, El amante junto a J Álvarez fue la canción con más aceptación por parte del público por lo que se decidió trabajar como sencillo, fue producida por Musicólogo & Menes y grabada por el director José Javy Ferrer para Geniuz Mind. La canción fue nominada a los premios International Dance Music Awards. Actualmente la canción cuenta con más de 270 millones de reproducciones.[35]
- La noche de los dos: Fue junto con el amante uno de los sencillos más comerciales del disco, la canción cuenta con la ex vocalista de La Quinta Estación Natalia Jiménez y fue coescrita y producida por Antonio Ray Gibo. Grabada por Jessy Terrero. Actualmente la canción cuenta con más de 170 millones de reproducciones.[36] Contó con una nominación a los premios People en Español.
- Switchea: es considerado como sencillo al ser parte del álbum, es una de las favoritas del artista y de los productores Musicólogo & Menes, fue grabado por su fotógrafo oficial Óscar Mena durante sus presentaciones en el Festival Internacional de la Canción de Viña del Mar y en el Movistar Arena. Fue editado por José Javy Ferrer y lanzado para conmemorar 1 año del lanzamiento de Prestige. Actualmente la canción cuenta con más de 10 millones de reproducciones.[37]

### Conciertos
Para promocionar su álbum Daddy Yankee se mantuvo durante todo el 2012 y 2013 de gira mayoritariamente por Estados Unidos y Europa. Se presentó en grandes arenas y también en discotecas para promocionar su tequila. En 2012 se presentó en las siguientes ciudades de Estados Unidos, Oceanside, San José, Los Ángeles, Washington D. C., Chicago, Miami, San Antonio, Farmingville, West Palm Beach, Mashantucket y Kissimmee. Para el 2013 Daddy Yankee solo se presentó en América del sur en Chile para su show en el Movistar Arena y para su participación en el Festival Internacional de la Canción de Viña del Mar, luego hace su primer Europa Tour tras firmar con la compañía francesa G-Industries se presentó en España, Bélgica, Holanda, Francia, Italia y Alemania. Para finalizar se presentó en Estados Unidos en las ciudades de Louisville, Pembroke Pines, Providence, Cudahy, Sunnyvale y San Diego.

## Lista de canciones
La versión oficial cuenta con 17 temas de los cuales 6 son en colaboración. Todos fueron coproducidos por Daddy Yankee.

| N.º | Título | Escritor(es) | Productor(es)          | Duración |  |
| 1.  | «Perros salvajes» | Ramón Ayala | Musicólogo & Menes     | 3:10     |  |
| 2.  | «Miss Show» | Ramón Ayala | Musicólogo & Menes     | 2:48     |  |
| 3.  | «Pon t loca» | Ramón Ayala | Musicólogo & Menes     | 2:59     |  |
| 4.  | «El amante» (ft. J Álvarez)                                                                                            | Ramón Ayala & Javid Álvarez | Musicólogo & Menes     | 3:41     |  |
| 5.  | «Pasarela» | Ramón Ayala | Musicólogo & Menes     | 3:14     |  |
| 6.  | «Po' encima» | Ramón Ayala | Musicólogo & Menes     | 2:32     |  |
| 7.  | «La noche de los 2» (ft. Natalia Jiménez)                                                                              | Ramón Ayala & Antonio Rayo Gibo | Antonio Rayo Gibo      | 3:44     |  |
| 8.  | «Llegamos a la disco» (ft. De La Ghetto, Arcángel, Farruko, Ñengo Flow, Baby Rasta & Gringo, Kendo Kaponi & Álex Kyza) | Ramón Ayala, Rafael Castillo, Austin Santos, Carlos Reyes, Edwin Rosa, Wilmer Alicea, Samuel Gerena, José Rivera, Jesús Benítez & Álex Ferreira | Musicólogo & Menes     | 7:34     |  |
| 9.  | «Switchea» | Ramón Ayala | Musicólogo & Menes     | 3:05     |  |
| 10. | «Limbo» | Ramón Ayala & Eliezer Palacios | Luny Tunes & MadMusick | 3:45     |  |
| 11. | «La calle moderna» | Ramón Ayala | Musicólogo & Menes     | 3:32     |  |
| 12. | «After Party» (ft. De La Ghetto)                                                                                       | Ramón Ayala & Rafael Castillo | Musicólogo & Menes     | 4:58     |  |
| 13. | «La máquina de baile»                                                                                                  | Ramón Ayala | Musicólogo & Menes     | 2:43     |  |
| 14. | «Más que un amigo» (ft. Farruko)                                                                                       | Ramón Ayala & Carlos Reyes | Musicólogo & Menes     | 4:05     |  |
| 15. | «Baby» (ft. Randy) | Ramón Ayala & Randy Ortiz | Musicólogo & Menes     | 3:03     |  |
| 16. | «Lovumba» | Ramón Ayala | Musicólogo & Menes     | 3:39     |  |
| 17. | «Ven conmigo» (ft. Prince Royce)                                                                                       | Ramón Ayala & Geoffrey Royce | Musicólogo & Menes     | 3:55     |  |

| Itunes Bonus Track (Digital) |                             |                                  |                    |          |  |
| N.º                          | Título                      | Escritor(es)                     | Productor(es)      | Duración |  |
| 18.                          | «Lose Control» (ft. Emelee) | Ramón Ayala, Emelee & Erik Vélez | Dj Erik Vélez      | 3:34     |  |
| 19.                          | «6 de enero»                | Ramón Ayala                      | Musicólogo & Menes | 3:22     |  |

| Amazon Bonus Track (Digital) |                                     |                           |                    |          |  |
| N.º                          | Título                              | Escritor(es)              | Productor(es)      | Duración |  |
| 18.                          | «El party me llama» (ft. Nicky Jam) | Ramón Ayala & Nick Rivera | Musicólogo & Menes | 3:15     |  |

| Best Buy Bonus Track (Físico) |                                 |                                            |                                |          |  |
| N.º                           | Título                          | Escritor(es)                               | Productor(es)                  | Duración |  |
| 18.                           | «Llevo tras de ti» (ft. Plan B) | Ramón Ayala, Edwin Vázquez & Orlando Valle | Luny Tunes, Musicólogo & Menes | 4:05     |  |
| 19.                           | «BPM»                           | Ramón Ayala                                | Musicólogo & Menes             | 3:35     |  |

| Walmart Bonus Track (Físico) |                                |                               |                    |          |  |
| N.º                          | Título                         | Escritor(es)                  | Productor(es)      | Duración |  |
| 18.                          | «Suelta el arsenal» (ft. Jory) | Ramón Ayala & Fernando Sierra | Musicólogo & Menes | 3:04     |  |

Las canciones tuvieron como coproductores a Musicólogo & Menes.

## Posicionamiento
| Chart (2012)                       | Peak position |
| ---------------------------------- | ------------- |
| Argentine Albums (CAPIF)           | 7             |
| Mexican Albums (AMPROFON)          | 44            |
| Suiza (Schweizer Hitparade)        | 93            |
| Estados Unidos (Billboard 200)     | 39            |
| Estados Unidos (Top Rap Albums)    | 5             |
| Estados Unidos (Top Latin Albums)  | 1             |
| US Latin Rhythm Albums (Billboard) | 1             |
| Uruguayan Albums (CUD)             | 12            |
| Venezuelan Albums (Recordland)     | 11            |

| Chart (2013)                | Peak position |
| --------------------------- | ------------- |
| US Latin Albums (Billboard) | 16            |

| Chart (2017)                | Peak position |
| --------------------------- | ------------- |
| US Latin Albums (Billboard) | 49            |

## Certificaciones
| País | Certificación | Ventas  |
| --- | ------------- | ------- |
| Chile (IFPI) | Platino       | 10,000^ |
| Estados Unidos (RIAA) | Oro           | 30,000^ |
| *las cifras de ventas sobre la base de la certificación por sí sola ^cifras de envíos sobre la base de la certificación por sí sola xcifras no especificadas sobre base de la certificación por sí sola |               |         |

## Premios y nominaciones
La banda sonora Mundial fue nominada y galardonada en distintas ceremonias de premiación. A continuación, una lista con las candidaturas que obtuvo el disco:
| Año  | Premio                 | Categoría            | ref.     |
| ---- | ---------------------- | -------------------- | -------- |
| 2012 | Premios 40 Principales | Mejor Álbum          | Nominado |
| 2013 | Grammy Latinos         | Mejor Álbum Urbano   | Nominado |
| 2013 | Premios Lo Nuestro     | Álbum Urbano Del Año | Nominado |
| 2013 | Latin Billboards       | Álbum del Año        | Nominado |

## Créditos

### Empresas
- El Cartel Records - Producción
- Capitol Latin - Distribución y Marketing[52]
- EMI Music - Distribución[11]
- Elastic People - Diseño
- Los Cangris Music Publishing - Licencias Musicales
- Fullersound Inc. - Masterización

### Personal
- Daddy Yankee - Productor ejecutivo, Intérprete (1 al 17), Coproductor (1 al 17), Escritor (1 al 17)
- Musicólogo & Menes - Productor musical (1 al 6,8,9,11 al 17), Ingeniero de grabación (1 al 17), Ingeniero de Mezcla (1 al 6,8 al 17)
- De La Ghetto - Intérprete (8,12), Escritor (8,12)
- Luny - Productor Musical (10), Ingeniero de Mezcla (10)
- Antonio Rayo Gibo - Productor Musical (7), Ingeniero de Mezcla (7), Escritor (7)
- Farruko - Intérprete (8,14), Escritor (8,14)
- Nely El Arma Secreta - Coproductor (8)
- DJ Luian - Coproductor (8)
- Raphy Lind - Guitarra (16)
- Melvin Garriga - Trompeta (17)
- Arcángel - Intérprete (8), Escritor (8)
- Baby Rasta & Gringo - Intérprete (8), Escritor (8)
- Álex Kyza - Intérprete (8), Escritor (8)
- Kendo Kaponi - Intérprete (8), Escritor (8)
- Ñengo Flow - Intérprete (8), Escritor (8)
- Randy - Intérprete (15), Escritor (15)
- J Álvarez - Intérprete (4), Escritor (4)
- Natalia Jiménez - Intérprete (7)
- Eli Palacios - Escritor (10)
- MadMusick - Productor Musical (10)
- Prince Royce - Intérprete (17), Escritor (17)

## Historial de lanzamiento
| País | Fecha                    | Formato | Discográfica      | Distribución              |
| ---- | ------------------------ | ------- | ----------------- | ------------------------- |
|      | 11 de septiembre de 2012 | CD      | El Cartel Records | Capitol Latin & EMI Music |